# Vikramabahu III
Vikramabahu III fou rei de Gampola vers 1359 a 1374. Era fill de Bhuvaneka Bahu IV i successor del seu oncle Parakramabahu V.
Fou un monarca il·lustrat. Per aquest temps o poc després Sanga Raja Durandara va compondre el Attanagahnvansa, un llibre de història singalesa escrit en un estil elegant.
El príncep Alagakkonara (fill de Nissanka Alakeswara i de la germana de Vikramabahu III) va residir en aquest regnat a Peradeniya i va succeir al seu oncle vers 1374, agafant el nom de regnat de Bhuvaneka Bahu V.